# Kotni primanjkljaj
Kotni primanjkljaj (tudi kotni defekt) v geometriji pomeni primanjkljaj določenega kota, ki ga je treba dodati, da se dobi pričakovano vrednost 360º ali 180º. Znan je tudi nasprotni pojav, ki se imenuje kotni presežek.
Običajno (v klasični geometriji) nastane kotni primanjkljaj zaradi:
- defekta v oglišču poliedra
- defekta hiperboličnega trikotnika.

Kotni presežek pa nastane samo v enem primeru:
- presežka v sfernem trikotniku

V ravnini je treba kote okrog točke sešteti, da se dobi polni kot 360º. Notranji koti v trikotniku dajo 180º (zunanji koti pa 360º). V konveksnem poliedru običajno pri seštevanju dajo manj kot 360º. Na sfernem trikotniku notranji koti vedno dajo več kot 180º (zunanji koti pa manj kot 360º). V hiperboličnem trikotniku je vsota notranjih kotov vedno manjša od 180º (vsota zunanjih pa je večja od 360º). 

## Defekt oglišča
Defekt oglišča poliedra je količina za katero se koti stranskih ploskev v oglišču razlikujejo od polne krožnice. Kadar je vsota vseh kotov večja od polne krožnice, kot se to lahko zgodi v nekaterih ogliščih nekonveksnih poliedrov, je defekt negativen. Kadar pa je polieder konveksen, je defekt v vsakem oglišču pozitiven.
To se lahko razširi na višje razsežnosti.

## Zgledi
| telo       | število oglišč | število mnogokotnikov v vsakem oglišču | primanjkljaj v vsakem oglišču  | skupni primanjkljaj     |
| ---------- | -------------- | -------------------------------------- | ------------------------------ | ----------------------- |
| tetraeder  | 4              | trije enakostranični trikotniki        | {\displaystyle \pi \,}         | {\displaystyle 4\pi \,} |
| oktaeder   | 6              | štirje enakostranični trikotniki       | {\displaystyle {2\pi \over 3}} | {\displaystyle 4\pi \,} |
| kocka      | 8              | trije kvadrati                         | {\displaystyle {\pi \over 2}}  | {\displaystyle 4\pi \,} |
| ikozaeder  | 12             | pet enakostraničnih trikotnikov        | {\displaystyle {\pi \over 3}}  | {\displaystyle 4\pi \,} |
| dodekaeder | 20             | trije pravilni petkotniki              | {\displaystyle {\pi \over 5}}  | {\displaystyle 4\pi \,} |

S kotnim primanjkljajem se pokaže, da obstaja točno 5 platonskih teles. Takšen dokaz je podal Evklid v svojih Elementih.

## Možne napake
Pogosto se misli, da imajo vsi nekonveksni poliedri oglišča, kjer je primanjkljaj negativen. Kocka, ki ima eno stransko ploskev zamenjano s kvadratno piramido, je konveksna in primanjkljaj v vsakem oglišču je pozitiven. Kvadratna piramida, kjer kvadratna piramida prehaja v kocko, je tudi konkavna in kotni primanjkljaj je enak in pozitiven. 
|  |  |